# Oratorio di Santa Maria Immacolata della Concezione
Oratorio di Santa Maria Immacolata della Concezione ou Oratório de Nossa Senhora da Conceição, chamada também de Santa Maria della Concezione delle Viperesche, é um oratório de Roma, Itália, localizado no rione Esquilino, na via di San Vito. É dedicado a Nossa Senhora da Conceição.

## História
Mariano Armellini descreve da seguinte forma este oratório:
| “ | É este o nome de uma igrejinha que surge não muito distante de San Vito, perto de Santa Maria Maggiore, e que é anexa ao mosteiro das viperesche. Esta casa foi instutída por Livia Vipereschi, de família nobre romana, em 1668, ao lado do Arco di Vito, onde se reuniam garotas pobres com base numa renda anual de 300 scudi. A mestra e as professoras destas jovens eram, inicialmente, leigas, mas, depois, tomaram o hábito e as regras das oblatas carmelitas com o título de "Imaculada Conceição de Maria Santíssima", prosseguindo com a nobre e santa missão de instruir e educar de forma cristã os pobres. O oratório foi restaurado por Pio VII; há três altares: no maior está uma imagem da Conceição | ” |
|   | — Armellini. |   |

O convento sobreviveu à supressão das ordens religiosas depois da unificação da Itália (1870), mas acabou fechado no final do século XX. Hoje, o oratório e casa vizinha pertencem aos "Pias Discípulas do Redentor", que abriram no lugar uma pensão para universitários.

## Arquitetura e arte
A igreja é muito pequena e sua planta é retangular, formando parte do edifício principal do convento. Há uma pequena fachada retangular emoldurada por duas esguias pilastras dóricas apoiando uma arquitrave. Há uma janela retangular de cada lado do portal e uma outra, mais horizontal, acima deste. Entre ela e o lintel do portal está um tondo no qual havia antigamente uma pintura de Nossa Senhora. A fachada sobreviveu, mas não esta pintura. As irmãs no local substituíram a imagem por uma outra, em cerâmica, em 1909.
Uma imagem da Imaculada do século XIX decora o altar-mor.